# Rupert Penry-Jones
Rupert Penry-Jones, né Rupert William Penry-Jones le 22 septembre 1970 à Londres, est un acteur britannique. Il est connu pour son rôle dans la série MI-5 de 2004 à 2008.

## Biographie
Rupert William Penry-Jones est le fils des acteurs Peter Penry-Jones et Angela Thorne. Son frère Laurence Penry-Jones est aussi acteur. En 2007, il a épousé l'actrice irlandaise Dervla Kirwan qu'il avait rencontrée dans une pièce de théâtre. Il a deux enfants avec elle, Florence et Peter.
En 1982, il entre au Bristol Old Vic Theatre School mais se fait expulser au bout de deux ans. Quelques années plus tard, il devient mannequin à Milan mais arrête en 1991 lorsqu'il veut revenir sur scène.
En 1995, il obtient son premier rôle dans la pièce Hamlet avec Ralph Fiennes dans le rôle-titre, interprétant Fortinbras. En 1999, il rentre dans la Royal Shakespeare Company et joue le premier rôle de Don Carlos. En 2004, il devient connu du grand public en interprétant Adam Carter dans la série MI-5.

## Filmographie

### Cinéma
- 1994 : Prince noir de Caroline Thompson : un homme à l'air sauvage
- 1997 : Bent de Sean Mathias : un garde sur la route
- 1998 : Still Crazy : De retour pour mettre le feu de Brian Gibson : Ray, jeune
- 1998 : Hilary et Jackie de Anand Tucker : Piers
- 1999 : Virtual sexuality de Nick Hurran : Jake
- 2001 : Charlotte Gray de Gillian Armstrong : Peter Gregory
- 2002 : Frères du désert de Shekhar Kapur : Tom Willoughby
- 2005 : Match Point de Woody Allen : Henry
- 2012 : Red Tails d'Anthony Hemingway : Campbell
- 2015 : Les Jardins du roi d'Alan Rickman : Duc de Lauzun
- 2017 : Pegasus Bridge de Lance Nielsen : Richard Geoffrey Pine-Coffin
- 2018 : Vita and Virginia de Chanya Button : Harold Nicolson
- 2020 : Miss Fisher et le Tombeau des larmes de Tony Tilse : Jonathon Lofthouse
- 2022 : The Batman de Matt Reeves : le maire Don Mitchell Jr.

### Télévision
- 1994 : French and Saunders (série télévisée) : le régisseur (1 épisode)
- 1995 : La Ferme du mauvais sort, téléfilm de John Schlesinger : le moniteur Dick Hawk
- 1995 : Absolutely Fabulous (série télévisée) : un garçon dans une fête  (1 épisode)
- 1996 : Kavanagh (série télévisée) : Lieutenant Ralph Kinross  (1 épisode)
- 1996 : L'Anneau de Cassandra, téléfilm de Armand Mastroianni : Gerhard von Gotthard
- 1997 : Jane Eyre , téléfilm de ITV (TV channel) : St. John Rivers
- 2000 : North Square (série télévisée) : Alex Hay
- 2003 : Hercule Poirot (série télévisée, épisode Je ne suis pas coupable) : Roddy Winter
- 2003 : Cambridge Spies (mini-série) : Donald Maclean
- 2004 - 2008 : MI-5 (série télévisée) : Adam Carter
- 2005 : Casanova (mini-série) : Grimani
- 2006 : Krakatoa: The Last Days, téléfilm de Sam Miller : Willem Beijerinck
- 2007 : Joe's Palace, téléfilm de Stephen Poliakoff : Richard
- 2007 : Persuasion, téléfilm de Adrian Shergold : Capitaine Wentworth
- 2008 : The 39 Steps, téléfilm de James Hawes : Richard Hannay
- 2009 : Burn Up (mini-série) : Tom McConnell
- 2009 - 2012 : Whitechapel (série télévisée) : DI Joseph Chandler
- 2011 - 2012 : Silk (série télévisée) : Clive Reader
- 2012 : L'Île au trésor, téléfilm de Steve Barron : Squire Trelawney
- 2012 : Last weekend (mini-série TV de 3 épisodes) : Ollie
- 2015 : Black Sails (série TV, saison 2) : Thomas Hamilton
- 2015 - 2017 : The Strain (série TV, saisons 2, 3, 4) : M. Quinlan
- 2015 : Une couronne pour Noël  (téléfilm) : Roi Maximillian
- 2018 : Lucky Man (Stan Lee's Lucky Man) - 8 épisodes : Blake
- 2024 : Those About to Die de Roland Emmerich et Marco Kreuzpaintner : Marsus

## Distinctions
- 2007 : Nommé au Festival de télévision de Monte-Carlo comme meilleur acteur dans un film de télévision pour Persuasion
- 2009 : Nommé au Festival de télévision de Monte-Carlo comme meilleur acteur dans une mini-série pour Burn Up
- 2012 : Nommé au Festival de télévision de Monte-Carlo comme meilleur acteur dans une série dramatique pour Whitechapel